# Koeleria riguorum
Koeleria riguorum är en gräsart som beskrevs av Elizabeth Edgar och Gibb. Koeleria riguorum ingår i släktet tofsäxingar, och familjen gräs. Inga underarter finns listade i Catalogue of Life.